# Салгаду (мікрорегіон)

Салгаду на карті

Салгаду (порт. Microrregião do Salgado) — мікрорегіон в Бразилії, входить в штат Пара. Складова частина мезорегіону Північний схід штату Пара. Населення становить 247 146 чоловік (на 2010 рік). Площа — 5 887,540 км². Густота населення — 41,98 чол./км².

## Склад мікрорегіону
До складу мікрорегіону включені наступні муніципалітети:
1. Коларіс
2. Куруса
3. Магальяйнс-Барата
4. Мараканан
5. Марапанін
6. Салінополіс
7. Сан-Каетану-ді-Одівелас
8. Сан-Жуан-да-Понта
9. Сан-Жуан-ді-Пірабас
10. Терра-Алта
11. Віжия

| Бразилія | Це незавершена стаття з географії Бразилії. Ви можете допомогти проєкту, виправивши або дописавши її. |